# 軍部隊番号

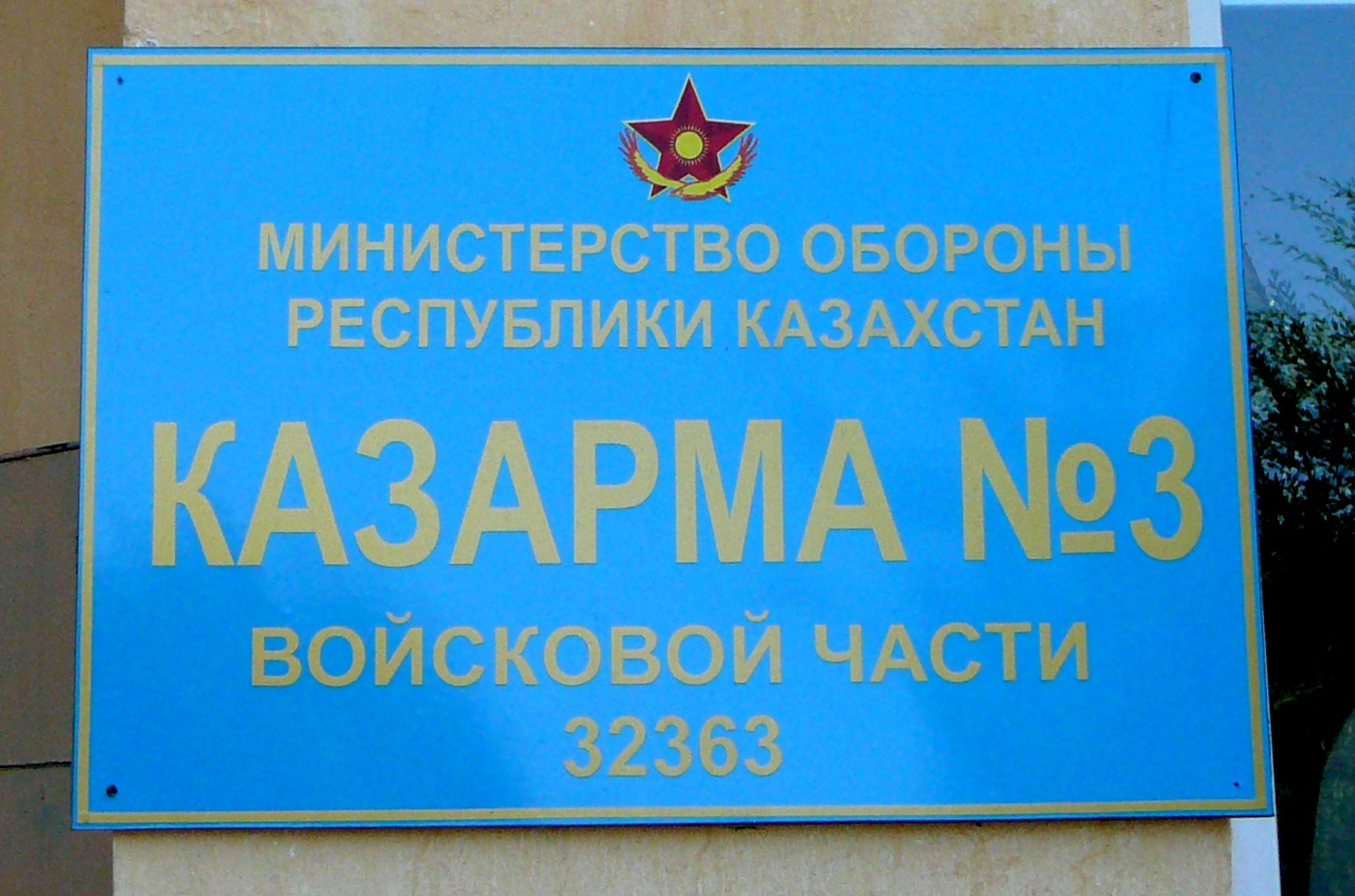
カザフスタン軍の兵舎に掲げられた看板。軍部隊32363とは空中機動軍第35独立親衛空中襲撃旅団に割り当てられた番号である。

軍部隊番号（ロシア語: Войсковая часть、ウクライナ語: Військова частина、ベラルーシ語: Вайсковая часць、略号はВ/Ч）とは、ソビエト連邦や旧ソビエト連邦構成国の軍隊および準軍事組織の部隊に付けられる番号である。
部隊の秘匿に使うだけでなく、軍事郵便の郵便番号としても使われる。
軍全体での通し番号を付けられる、連隊ないしは独立大隊以上の部隊に付与される。

## 軍部隊番号のパターンと例
| 国名         | 組織                     | 軍部隊番号             | 例    |
| ------------ | ------------------------ | ---------------------- | ----- |
| ロシア       | ロシア連邦軍             | 数字5桁                | 19612 |
| ロシア       | ロシア国家親衛隊         | 数字4桁                | 3179  |
| ウクライナ   | ウクライナ軍             | キリル文字のА＋数字4桁 | А1126 |
| ウクライナ   | ウクライナ国家親衛隊     | 数字4桁                | 3041  |
| ウクライナ   | ウクライナ国家国境庁     | 数字4桁                | 1496  |
| ウクライナ   | ウクライナ国家特別輸送局 | キリル文字のТ＋数字4桁 | Т0500 |
| ベラルーシ   | ベラルーシ共和国軍       | 数字5桁                | 05733 |
| ベラルーシ   | ベラルーシ国内軍         | 数字4桁                | 3032  |
| カザフスタン | カザフスタン共和国軍     | 数字5桁                | 68665 |
| カザフスタン | カザフスタン国家警備隊   | 数字4桁                |       |